# Maia Lumsden
Maia Lumsden (* 10. Januar 1998 in Glasgow) ist eine britische Tennisspielerin.

## Karriere
Lumsden spielt überwiegend Turniere auf der ITF Women’s World Tennis Tour, auf der sie bislang drei Einzel- und 11 Doppeltitel gewonnen hat.
Ihr erstes Profiturnier spielte Lumsden im Mai 2012 in Edinburgh, im November 2015 erreichte sie in Iraklio das erste Halbfinale, im Februar 2016 in Glasgow das erste Finale.

## Turniersiege

### Einzel
| Nr. | Datum             | Turnier    | Kategorie   | Belag             | Finalgegnerin     | Ergebnis      |
| --- | ----------------- | ---------- | ----------- | ----------------- | ----------------- | ------------- |
| 1.  | 18. Februar 2017  | Wirral     | ITF $15.000 | Hartplatz (Halle) | Maja Chwalińska   | 6:4, 6:1      |
| 2.  | 4. November 2017  | Sunderland | ITF $15.000 | Hartplatz (Halle) | Freya Christie    | 6:4, 6:0      |
| 3.  | 10. November 2018 | Shrewsbury | ITF $25.000 | Hartplatz (Halle) | Walerija Sawinych | 6:1, 4:6, 6:3 |

### Doppel
| Nr. | Datum            | Turnier                     | Kategorie      | Belag             | Partnerin        | Finalgegnerinnen                          | Ergebnis          |
| --- | ---------------- | --------------------------- | -------------- | ----------------- | ---------------- | ----------------------------------------- | ----------------- |
| 1.  | 15. April 2017   | Hammamet                    | ITF $15.000    | Sand              | Panna Udvardy    | Fernanda Brito Fanny Östlund              | 6:4, 5:7, [10:4]  |
| 2.  | 27. Oktober 2017 | Wirral                      | ITF $15.000    | Hartplatz (Halle) | Samantha Murray  | Alicia Barnett Laura Sainsbury            | 6:4, 6:3          |
| 3.  | 3. November 2017 | Sunderland                  | ITF $15.000    | Hartplatz (Halle) | Eleni Kordolaimi | Alicia Barnett Sarah Beth Grey            | 2:6, 6:2, [11:9]  |
| 4.  | 14. Mai 2022     | Nottingham                  | ITF W25        | Hartplatz         | Naiktha Bains    | Kimberly Birrell Alexandra Osborne        | 3:6, 7:66, [11:9] |
| 5.  | 15. Juli 2022    | Roehampton                  | ITF W25        | Hartplatz         | Naiktha Bains    | Lauryn John-Baptiste Katarína Strešnáková | 6:1, 7:64         |
| 6.  | 8. Oktober 2022  | Trnava                      | ITF W60        | Hartplatz (Halle) | Mariam Bolkwadse | Diāna Marcinkēviča Conny Perrin           | 6:2, 6:3          |
| 7.  | 17. Februar 2023 | Glasgow                     | ITF W25        | Hartplatz (Halle) | Ella McDonald    | Dominika Šalková Anna Sisková             | 3:6, 6:1, [13:11] |
| 8.  | 22. April 2023   | Nottingham                  | ITF W25        | Hartplatz         | Naiktha Bains    | Rutuja Bhosale Ankita Raina               | 6:1, 6:4          |
| 9.  | 29. April 2023   | Calvi                       | ITF W40+H      | Hartplatz         | Naiktha Bains    | Estelle Cascino Ankita Raina              | 6:4, 3:6, [10:7]  |
| 10. | 5. Mai 2023      | Nottingham                  | ITF W25        | Hartplatz         | Naiktha Bains    | Lu Jiajing Elena Malõgina                 | 4:6, 6:4, [10:6]  |
| 11. | 15. Oktober 2023 | Rouen                       | WTA Challenger | Hartplatz (Halle) | Jessika Ponchet  | Anna Bondár Kimberley Zimmermann          | 6:3, 7:64         |
| 12. | 28. Oktober 2023 | Scottish Open Championships | ITF W60        | Hartplatz (Halle) | Francisca Jorge  | Freya Christie Olivia Gadecki             | 6:3, 6:1          |
| 13. | 9. November 2024 | Midland                     | WTA Challenger | Hartplatz (Halle) | Emily Appleton   | Ariana Arseneault Mia Kupres              | 6:2, 4:6, [10:5]  |
| 14. | 3. Mai 2025      | Saint-Malo                  | WTA Challenger | Sand              | Makoto Ninomiya  | Oksana Kalaschnikowa Angelica Moratelli   | 7:5, 6:2          |